# L. R. Vicence
‌
Maillots
Actualités
Le L. R. Vicenza (en français : L. R. Vicence ), est un club de football italien basé à Vicence. Le club évolue pour la saison 2025-2026 en Serie C (D3).
De 1953 à 1990, il a porté le nom de Lanerossi Vicence puis est passée par Lanerossi Vicenza de 1953 à 1989 du nom de son propriétaire, une entreprise textile et enfin Vicenza Calcio, qui a fait faillite en 2018.
En 2018, le club est renommé L. R. Vicence Virtus, après faillite du précédent et fusion avec le Bassano Virtus. Par le transfert de Bassano à la ville à la suite de la faillite de la société, elle est l'héritière et la continuation de facto de la tradition sportive qui a débuté le 9 mars 1902 avec la fondation de l'Associazione del Calcio in Vicenza (souvent paraphée ACIVI). Il faut attendre 2020 pour que le club prenne son nom actuel.
C'est le plus ancien club de football de la région de Vénétie et a disputé 30 championnats de Serie A, dont 20 consécutifs entre 1955-1956 et 1974-1975. La dernière saison remontant à 2000-2001.
Au niveau national, il peut se targuer d'avoir remporté une Coupe d'Italie (1996-1997), tandis que son meilleur résultat au niveau international reste la demi-finale de la Coupe des vainqueurs de coupe (1997-1998). Il reste également connu pour avoir obtenu la deuxième place derrière la Juventus dans le championnat de Serie A 1977-1978, soit le meilleur résultat jamais obtenu par un club nouvellement promu dans l'ère du tour unique.
Cette saison même fut celle de la révélation de Paolo Rossi, en prêt par la Juventus de Turin, comme attaquant du club.
Le club a également formé et lancé Roberto Baggio dans le football professionnel.
Le club compte également une finale du championnat de première division 1910-1911, où il a été battu par Pro Vercelli.

## Historique

### Fondation et débuts
| \| Vicence \| Emplacement de Vicence, en Italie. |
| Vicence                                          |

L’Associazione del Calcio in Vicenza, fondé en 1902 par le professeur Tito Buy, est l'un des plus anciens clubs de football italiens. La formation du premier conseil d'administration a eu lieu précisément le 9 mars 1902. L'équipe de Vicence fait ses débuts au cours d'un match amical le 18 mai 1903, dans le championnat scolaire provincial. Ce tournoi est remporté par les Vicentins qui étaient confrontés à Cordellina, Baggio et Schio.
Les débuts officiels du club au plus haut niveau des compétitions nationales n'interviennent qu'à l'occasion de la saison 1910-1911 : le Acivi (comme on appelait Vicence les cinquante premières années de son existence d'après l'acronyme du nom officiel Associazione del Calcio di Vicenza) inaugure le 12 février 1911 son nouveau terrain avec une victoire sur Bologne. Sa première place dans la poule vénète-émilienne en mars qualifie les Biancorossi la finale nationale pour le titre de champion de Prima Categoria 1910-1911 contre le Pro Verceil. Cependant, Vicence perd 3-0 le match aller et ne parvient pas à inverser la tendance au match retour à domicile, s'inclinant une fois de plus, sur le score de 2 à 1.

### Depuis 1911

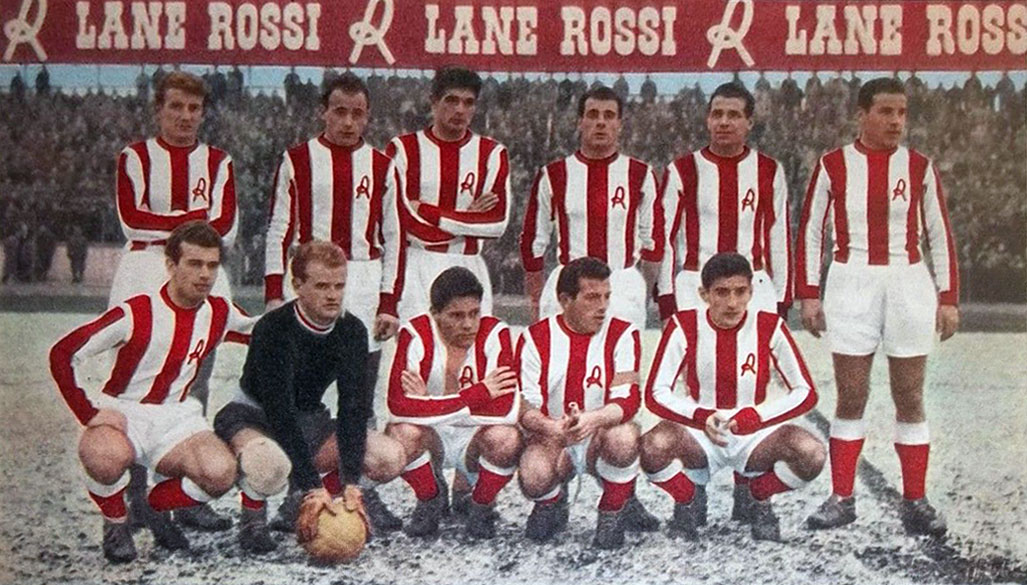
L'équipe 1953-1954 de L.R. Vicenza.

#### 1932 à 1945
- 1932 : le club est renommé Associazione Fascista Calcio Vicenza
- Le club est promu pour la première fois en Serie A pour la saison 1942-1943 à l'issue de sa deuxième place à l'issue de l'exercice de Serie B 1941-1942. Cependant la saison 1942-1943 verra le club redescendre.

#### 1945 à 1953
- 1945 : le club est renommé AC Vicenza
- A l'issue de la guerre et le changement de nom le club dispute à nouveau la Serie A lors de la saison 1945-1946 jusqu'à la saison 1947-1948.

#### 1953 à 1967: Premier titre et stabilité dans l'élite
- 1953 : fusion avec le Lanerossi Schio Vicenza en Lanerossi AC Vicenza
- L'injection de confiance et surtout d'argent leur permet de mettre en place une équipe qui, après une saison d'adaptation, remporte pour la 1er fois le championnat de Série B en 1955 et retrouve la Serie A après sept ans d'attente, avec l'entraîneur Aldo Campatelli et les buts d'Enrico Motta. Lors de son retour en première division, Vicenza a réalisé un salut surprenant en terminant à la neuvième place. Aux gloires de la première équipe s'ajoutent celles de l'entraînement de printemps, qui en 1954 et 1955 remporte deux fois de suite le tournoi de Viareggio. De l'équipe de Viareggio sont issus des joueurs comme Azeglio Vicini, Sergio Campana, Renzo Cappellaro, Mario David, Mirko Pavinato, Luigi Menti et bien d'autres qui ont porté plus tard le maillot biancorossa en Serie A. Dans la seconde moitié des années 1950, le département offensif est renforcé par l'arrivée de deux Sud-Américains, d'abord Américo Murolo et, la saison suivante, Francisco Lojacono, ainsi que de Renzo Cappellaro, né à Vicence. Au tournant des deux décennies, Vicenza a remporté des sauvetages et des classements tels que deux septièmes places consécutives, et en 1960-1961, l'entraîneur Roberto Lerici (un ancien joueur biancorosso dans les années 1950) a remporté le prix Seminatore d'oro comme meilleur entraîneur de la saison. Lanerossi a conservé ses caractéristiques de club provincial, soucieux de son budget, qui mettait en valeur les jeunes joueurs, qu'ils soient issus de la pépinière ou qu'ils proviennent d'autres équipes, en maintenant un noyau fort de joueurs phares, accueillant occasionnellement de grands joueurs en fin de carrière. En 1962, l'avant-centre brésilien Luís Vinício, âgé de 30 ans, arrive et apporte encore plus de lustre à l'équipe. Durant cette période le club obtiendra régulièrement des tops 10 et obtiendra pour meilleur résultat la 6e place en 1963-1964 et 1965-1966. Lors de la Serie A 1963-1964, Vicenza s'est hissé à la première place du classement pendant trois matchs consécutifs, de la 7e à la 9e journée, pour prendre la sixième place à la fin du championnat. Luis Vinicio, lors de la saison 1965-1966, dans son année de grâce, conquiert le classement des meilleurs buteurs avec 25 buts (il faudra attendre vingt-six ans pour qu'un joueur de Serie A en marque autant : ce sera Marco van Basten en 1991-1992), Lanerossi termine cinquième.

#### 1967 à 1990: Instabilité et retour dans l'anonymat
- 1967 : le club est renommé SS Lanerossi Vicenza
- Le club descendra en Serie B à l'issue de la saison 1974-1975 mettant fin à 20 saisons consécutives en Serie A soit la période la plus stable de l'histoire du club. Cependant, les grands résultats ont été suivis d'années au cours desquelles le salut a été risqué, souvent le dernier jour. L'un des sauvetages les plus historiques a été celui de 1972-1973, lorsque Lanerossi semblait condamné, mais avec trois victoires dans les trois dernières journées, ils ont réussi à remonter jusqu'à un barrage contre l'Atalanta, battu par un but contre son camp. Cependant, la chance a déserté les Lanerossi en 1975 lorsque, lors de leur 20e championnat consécutif de Serie A, ils ont été relégués en Serie B. Après une saison 1975-76 opaque où ils ont même risqué la relégation en Serie C, les Lanerossi abordent la saison 1976-77 avec peu d'espoir.
- Pourtant, par un croisement de planète favorable, la Juve convainct le LR Vicenza, de prendre en copropriété un joueur qui ne perce pas : Paolo Rossi. Dans ce cas de figure peu commune le joueur appartient à moitié à la Juve, et à moitié à Vicenza. Le deal est conclu : Vicenza paye 95 millions de lires (l'équivalent de 50 000 euros) pour acquérir la moitié de son contrat. Ce qui, a posteriori, va s’avérer être une affaire incroyable pour le club biancorosso[2].
- En effet, l'entraîneur Giovan Battista Fabbri, a eu une intuition. Pour pallier la défaillance de l'attaquant de l'équipe, Alessandro Vitali l'entraîneur décide de repositionner le jeune Paolo Rossi d'un ailier droit sans grandes perspectives en avant-centre excellent et doté d'un sens du but rare. Après un début hésitant, ce changement va permettre à Rossi de se libérer enfin en marquant 21 buts en 36 matches dès sa première saison, devenant le meilleur buteur de la division, et va contribue grandement à la montée de Vicenza en Serie A en gagnant pour la 2e fois la Serie B. De plus, les rouges et blancs se sont montrés dominants, grâce à la sécurité du libéro Giorgio Carrera, aux jeux de Franco Cerilli et Giancarlo Salvi, au barrage de Mario Guidetti au milieu de terrain et à l'inarrêtable Roberto Filippi[2].
- Cependant, prévoyante, la Juve avait inséré une clause dans le contrat, lui permettant de faire revenir Rossi en fin de saison. Mais malgré les très bonnes prestations de son poulain, les dirigeants bianconeri décident de ne pas activer ladite clause, préférant miser sur Pietro Paolo Virdis en provenance du Cagliari Calcio[2].
- Cependant, la Juventus de Turin va se rendre compte de son erreur puisque la saison 1977-1978, voit Vicenze terminer à la surprise générale à la 2e place du championnat derrière... la Juventus de Turin ! En effet, continuant sur sa lancée, Rossi accumule les buts en première division et remporte son premier titre de meilleur buteur de Serie A, ou Capocannoniere, avec un total de 24 buts. Il devient ainsi le premier joueur dans l'histoire du football italien à enchaîner deux titres de meilleur buteur en Serie B puis Serie A. Le promu et son buteur impressionnent les observateurs du football italien en devenant le dauphin de la Juventus dès leur retour en première division.Pour le plus grand plaisir des tifosi vicentini et du président Giussy Farina, qui va lier avec Rossi une relation paternelle[2].
- L'équipe a terminé le championnat à la 2e place et s'est qualifiée pour la Coupe de l'UEFA, ce qui reste le meilleur résultat obtenu par une équipe nouvellement promue dans l'histoire de la première division italienne. Durant cette saison, Paolo Rossi devient le nouveau phénomène du football italien : en décembre 1977, il est appelé en équipe nationale et à la fin de la saison, il remporte le titre de meilleur buteur avec 24 buts, un chiffre important pour un tournoi à 16 équipes. En juin 1978, Rossi fait partie de l'équipe italienne lors de la Coupe du monde en Argentine, où les Azzurri terminent à la quatrième place et où l'avant-centre marque trois buts[2].

##### Duel Juventus-Vicenze pour l'acquisition de Paolo Rossi
- Au retour du joueur en Italie, le club doit cette fois gérer le nœud de la copropriété du joueur avec la Juventus, qui cette fois ne veut pas renouveler son "erreur". Cependant l'opération des négociations n'a été résolue qu'à la table des négociations, avec des sommes jamais engagées auparavant dans une seule séance du marché du football : Farina a offert jusqu'à 2 milliards 612 510 000 lires pour obtenir l'autre moitié de la carte de Pablito alors que la Juventus ne voulait que 875... millions de lire. La proposition de Farina fait scandale dans une période de récession économique même s'il s'avère que l'origine de la proposition provient de la somme édictée par un individu depuis un appel anonyme reçu par le président. Ce dernier s'estimant par la suite s'être fait rouler par ce coup de fil anonyme, et le malaise d'avoir écrit un prix si élevé. Ces sommes provoquent un tollé dans l'opinion et dans le monde du football italien au point de voir le président la Fédération d'Italie de football démissionner. Rossi reste donc finalement à Vicence mais subit une énorme désillusion au cours de cette saison 1978-1979 post-Coupe du monde. Cette dépense considérable s'avérait problématique pour les caisses risquées de l'équipe provinciale des Berici, qui était désormais obligée de vendre certains autres joueurs de premier plan de Fabbri afin de récupérer son investissement dans "Monsieur Cinq Milliards" Rossi, tout en faisant face au mécontentement du reste de l'équipe en raison du traitement économique différent qui leur était réservé. Dans ce contexte difficile, les plans de Farina échouent en l'espace d'une saison : pour ses débuts européens, l'équipe est éliminée au premier tour de la Coupe UEFA 1978-1979 par les Tchécoslovaques de Dukla Praga, tandis qu'en championnat, après n'avoir jamais trouvé un véritable rythme de jeu, elle glisse lentement vers le bas du tableau jusqu'à une impensable relégation. Les rouge et blancs ne confirment en effet pas leur deuxième place de l'exercice précédent et terminent à une catastrophique quatorzième place au classement, qui les condamnent à la Serie B. Les quinze buts de Rossi (deuxième meilleur buteur derrière Bruno Giordano) n'ont pas suffi. Pour raison économique, les Biancorossi sont forcés de libérer leur perle rare[2].
- Pour combler une partie des pertes financières les dirigeants de Vicence proposent à Pérouse le prêt payant de Paolo Rossi pour deux saisons. Pérouse accepte la transaction et Rossi pose ses valises en Ombrie durant l'été 1979.
- Ensuite, les Lanerossi disputent le championnat en Serie B et, deux ans plus tard, même en C1. Cette spirale est enrayée par le gain, en maigre consolation, lors de la saison 1981-1982, de la Coppa Italia de Serie C.

##### La révélation Baggio

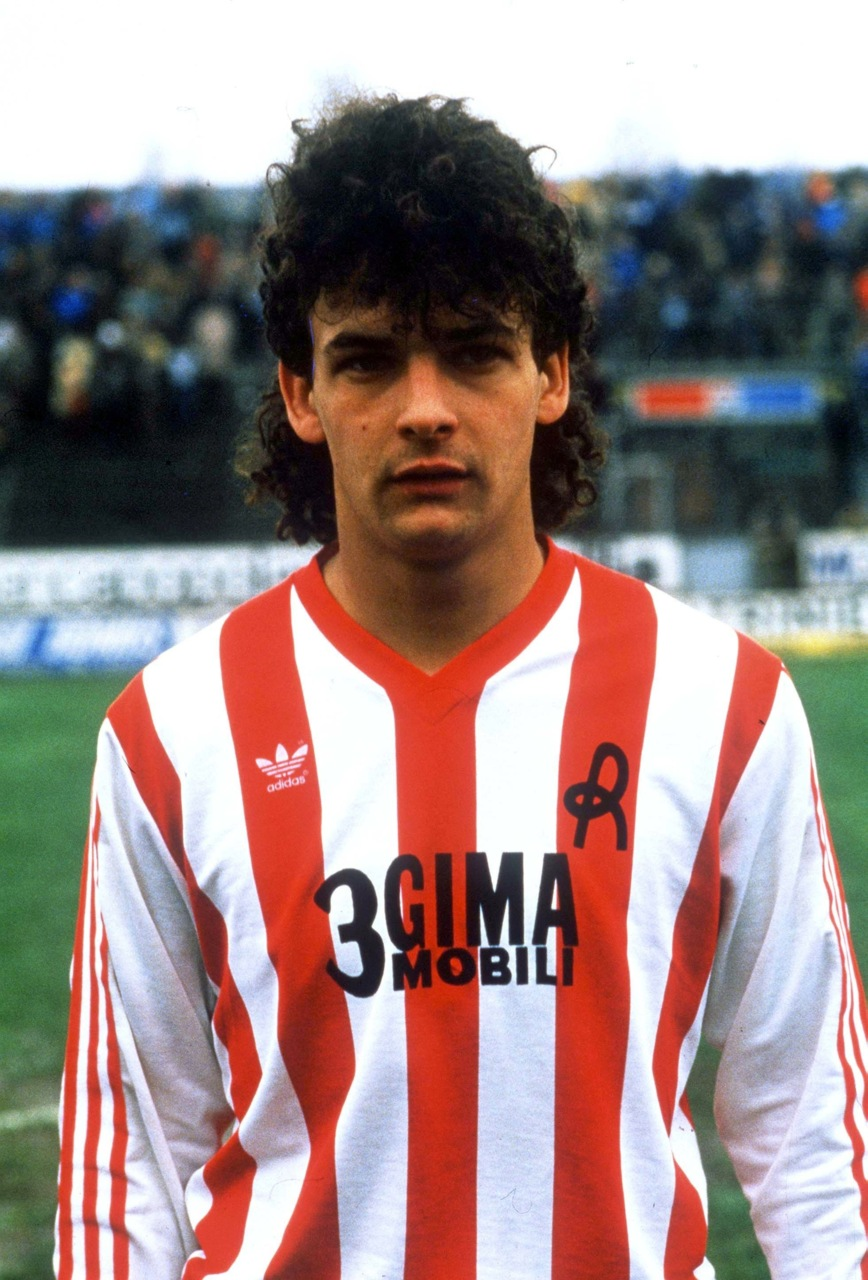
Roberto Baggio (1980-1985)

- Entre-temps, le club entends parler d'un adolescent jouant pour le US Caldogno un petit club de football municipal. A ce moment la, Vicenza, sent qu'elle peut détenir un grand talent et décide de s’attacher ses services pour la modique somme de 500 000 lires.... sauf que les deux années suivantes (1980-1982) il inscrit... 110 but en 120 rencontres ! Un bilan affolant qui précipite ses débuts professionnels, en 1983, à tout juste 15 ans. Ce jeune homme n'est d'autre que : Roberto Baggio[3].
- Ainsi, Roberto Baggio débute en Serie C1 pour la saison 1982-1983, à l'âge de 15 ans. Durant la saison 1984-1985, il marque 12 buts en 29 matchs, et permet ainsi à son équipe d'obtenir la promotion en Serie B. Cependant, le 5 mai 1985, il se blesse terriblement au cours d’un match son ménisque et les ligaments croisés de sa jambe droite cèdent. Un chirurgien français, le professeur Bousquet, se charge de l'opérer : il faudra 220 points de suture pour refermer la blessure de cette jambe soudainement devenue plus courte que l’autre. De plus, il disputait sans le vouloir son dernier match puisque Baggio sera transféré à la Fiorentina[3].
- Pour le club en revanche, c'est le retour à l'anonymat pendant des années en retombant en Serie C et manque même de peu la relégation en Serie D lors de la saison 1989-1990 où il doit son sauvetage grâce à ses victoires lors des play-offs, au cours d'une année troublée marquée par trois changements de direction technique. Le 7 juin 1990, Vicenza, dirigé par le porte-drapeau Giulio Savoini, remporte le salut en barrage contre Prato sur le terrain neutre de la Mazza à Ferrare, avec le soutien d'un exode de supporters "biancorossi" qui ont envahi la ville d'Estense. À l'issue de ce résultat, le club change de nom.
- À l'été 1989, le club, repris par Pieraldo Dalle Carbonare, changeait de nom, disant adieu à Lanerossi et à son "R", pour devenir le Vicenza Calcio.

#### 1990 à 2001: Grand retour et dernières saisons dans l'élite

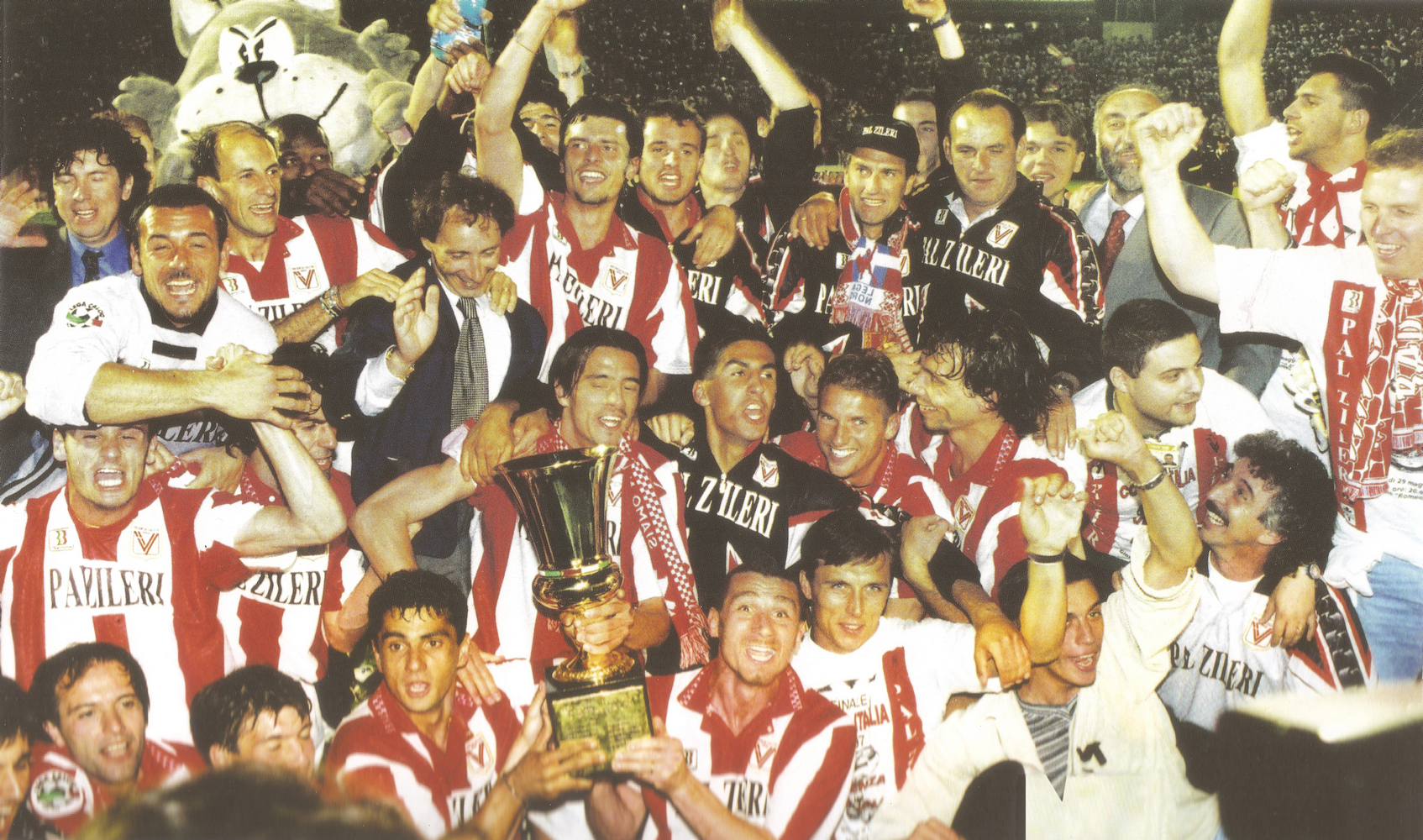
Vainqueur de la coupe d'Italie 1997.

- 1990 : le club est renommé Vicenza Calcio
- En 1990-1991, l'entraîneur Giuseppe Caramanno est disculpé et Antonio Pasinato prend la relève, mais même lui ne parvient pas à faire remonter Vicenza en Serie B, un objectif atteint deux saisons plus tard sous la direction de Renzo Ulivieri. En 1993-1994, l'entraîneur toscan, malgré l'absence de grands attaquants, réussit à sauver Vicenza avec un jeu choral qui sera la marque de toute la période du club Berici. Même son successeur, Francesco Guidolin, a adopté une stratégie visant à mettre en avant les compétences du groupe et l'action de toute l'équipe plutôt que celle des joueurs individuels. L'année suivante, les performances du capitaine Giovanni Lopez, du défenseur latéral Gilberto D'Ignazio Pulpito et du défenseur central Domenico Di Carlo ont permis à Vicenza de remonter en première division, où ils ont terminé à la neuvième place.
- À la suite de ce changement de nom, le club retrouve la série B à l'issue de la saison 1992-1993 puis enchaîne les bons résultats pour retrouver la Serie A dès l'issue de la saison 1994-1995 et une 3e place lors du championnat de Serie B.

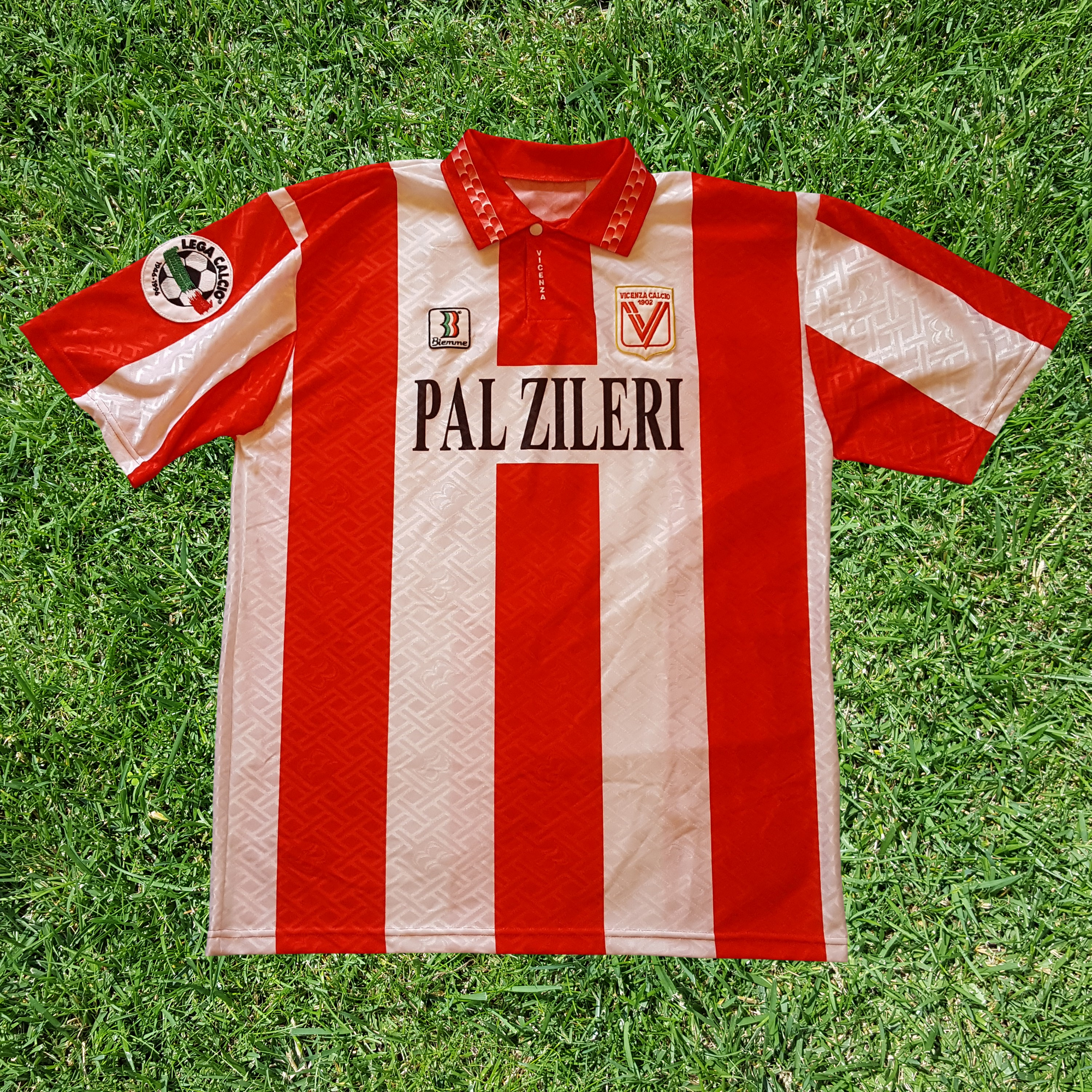
Maillot domicile de Vicenza lors de la saison 1996-1997.

- Ainsi, pour son retour au sein de l'élite pour la saison 1996-1997, le club termine 9e et marque un nouveau pan de son histoire en remportant pour la première fois la coupe d'Italie. Cela s'est encore mieux passé l'année suivante, l'année de la consécration. Après un championnat très positif, au cours duquel Vicenza a pu remporter des victoires mémorables contre les trois grands clubs que sont la Juventus, l'Inter et le Milan, et a été leader du championnat pendant plusieurs jours, l'équipe a suscité l'intérêt grâce à son parcours en tant que révélation de la Coppa Italia, qui a culminé avec la double finale contre Naples : au match aller au San Paolo, les "biancorossi" s'inclinent 1-0, mais au retour, le 29 mai 1997 au Menti, Giampiero Maini égalise immédiatement le score ; il faut ensuite passer aux prolongations où ce sont Maurizio Rossi et Alessandro Iannuzzi qui entrent dans l'histoire des Berici, en marquant les buts en fin de match qui scellent la finale 3-0, qui offre à Vicenza le trophée le plus important de son histoire. Entre-temps, à l'été 1997, la National Investment Company anglaise a racheté la majorité du club biancorosso : Vicenza est ainsi devenue la première équipe italienne à avoir une propriété étrangère. En tant que détenteurs de la cocarde tricolore, les "biancorossi" ont gagné le droit de jouer la Supercoupe d'Italie, perdue contre la Juventus le 23 août 1997 au Stadio delle Alpi de Turin.
- Ensuite, le club remporte la Supercoupe d'Italie et termine l'exercice 1997-1998 à la 8e place tout en réalisant un parcours émérite en coupe d'Europe en atteignant les demi-finales de la Coupe d'Europe des vainqueurs de coupe. Lors de la saison 1997-1998, après sa huitième place l'année précédente, Vicenza est sauvé sans problème, mais se laisse un peu distraire en championnat, distrait par son engagement dans la Coupe des vainqueurs de coupe où, au contraire, il surprend en atteignant les demi-finales, éliminé seulement par Chelsea, alors vainqueur de l'édition. La contribution du bombardier Pasquale Luiso, finalement meilleur buteur de l'épreuve, a été décisive en Europe.
- Cependant, cette parenthèse enchantée prendra fin lors de la relégation du club en Serie B à l'issue de la saison 1998-1999 en terminant à la 18e place.
- Avec le départ de Guidolin, l'année suivante marque la fin de ce cycle Berici, avec une relégation suivie, toutefois, d'une promotion immédiate grâce à la victoire dans le championnat de Serie B 1999-2000, avec l'entraîneur Edoardo Reja sur le banc et une attaque prolifique dans laquelle se distinguent Gianni Comandini, l'habituel Luiso et le jeune Christian Bucchi. Leur séjour en Serie A n'a cependant duré qu'un an, puisque la saison 2000-2001 s'est terminée par une nouvelle relégation en Serie B.

#### 2001 à 2018: Retour en Serie B et repêchages
- Le club dispute uniquement des championnats de deuxième et troisième division tout en connaissant moult péripéties.
- Bien qu'initialement relégué en 2005, le club se maintient en Serie B après rétrogradation de clubs. Le scénario se reproduit en 2012 après la rétrocession ultérieure de l'US Lecce lui permettant de rester en Serie B en 2012-2013, Vicence se voit malgré tout relégué en fin de saison. Le 29 août 2014, la faillite de Sienne, lui permet d'être repêché en Serie B 2014-2015 alors qu'il était initialement battu lors du quart de finale de play-offs.

##### Retour dans l'élite?
- Lors de cette saison 2014-2015, le club prend toute une autre dimension en terminant troisième du championnat de Serie B. Malgré cette performance, les "bianchi rossi" ne retrouveront pas la Serie A. En effet, leurs espoirs se brisent, en demi-finale des play-offs face à Pescara. Pour la saison 2015-2016, l'équipe et le club entament une saison pleine d'ambitions et comptent réintégrer l'élite du football national. Mais rapidement le groupe se trouve en difficulté et n'obtient son maintien en Serie B qu'à l'avant dernière journée de championnat. Lors de la saison 2016-2017, le comité directeur du club change avec l'arrivée d'un nouveau propriétaire qui met fin à l'ère Cassignena.

#### Depuis 2018
- En janvier 2018, le club est placé sous administration du tribunal de Vicence constatant la faillite. Le 30 juin 2018, une partie de la société Vicenza Spa est rachetée par le club de Bassano Virtus 55 (Serie C) mais refusant de récupérer le célèbre numéro d'affiliation 25590 toujours autorisé à jouer en Serie C. Le 30 mai 2018, la nouvelle société AC Vicence 1902 fondée par le Français Brice Desjardins réclame officiellement le numéro d'affiliation 25590 gelé par la Fédération italienne (FIGC). Il s'ensuit une guerre de succession. Le 21 juin 2018, la FIGC par décision extraordinaire autorise le club de Bassano Virtus 55 dirigé par Renzo Rosso (Propriétaire de la marque de vêtements Diesel) à se déplacer de 44 kilomètres sur la ville de Vicence avec son propre numéro d'affiliation et renommer le Bassano Virtus 55 en LR Virtus Vicenza. Puis Virtus ( Vestige de Bassano) disparaît et le club sera renommé L.R Vicenza avec rajout "1902" mais toujours avec le numéro d'affiliation de l'ancien club de la ville de Bassano. Le 1902 n'ayant qu'une forme de rappel sans aucun rapport avec l'actuel nom du club.

## Palmarès et résultats

### Palmarès
| Compétitions nationales | Compétitions internationales                                          |
| Championnats - Serie A (D1) : - Vice-champion (1) : 1978. - Prima Categoria (D1) : - Finaliste (1) : 1911. - Serie B (D2) : - Champion (3) : 1955, 1977, 2000. - Vice-champion (1) : 1942. - Serie C (D3) : - Champion (1) : 1940. Coupes - Coupe d'Italie : - Vainqueur (1) : 1997. - Coppa Italia Serie C : - Vainqueur (1) : 1982. - Supercoupe d'Italie : - Finaliste (1) : 1997. | - Coupe d'Europe des vainqueurs de coupe - Demi-finaliste (1) : 1998. |

### Records individuels
| # | Nom                   | Matches | Dates                |
| - | --------------------- | ------- | -------------------- |
| 1 | Giulio Savoini        | 317     | 1953-1956            |
| 2 | Luigi Menti           | 314     | 1952-1957, 1958-1969 |
| 3 | Alfonso Santagiuliana | 311     | 1940-1944, 1946-1954 |
| 4 | Giorgio Sterchele     | 285     | 1988-1994, 2000-2007 |
| 5 | Domenico Di Carlo     | 265     | 1990-1999            |

| # | Nom               | Buts | Dates                                                 |
| - | ----------------- | ---- | ----------------------------------------------------- |
| 1 | Piero Spinato     | 124  | 1926-1937                                             |
| 2 | Bruno Quaresima   | 110  | 1938-1939, 1941-1944, 1945-1946, 1948-1951, 1953-1954 |
| 3 | Alberto Marchetti | 106  | 1938-1946, 1949-1952                                  |
| 4 | Stefan Schwoch    | 74   | 2001-2008                                             |
| 5 | Luís Vinício      | 69   | 1962-1966, 1967-1968                                  |

## Identité du club

### Changements de nom
- 1902-1908 : Associazione del Calcio in Vicenza
- 1908-1928 : Associazione del Calcio di Vicenza
- 1928-1932 : Associazione Calcio Vicenza
- 1932-1945 : Associazione Fascista Calcio Vicenza
- 1945-1953 : Associazione Calcio Vicenza
- 1953-1967 : Associazione Calcio Lanerossi Vicenza
- 1967-1990 : Società Sportiva Lanerossi Vicenza
- 1990-2018 : Vicenza Calcio
- 2018-2020 : LR Vicenza Virtus
- 2020- : LR Vicenza

### Logo

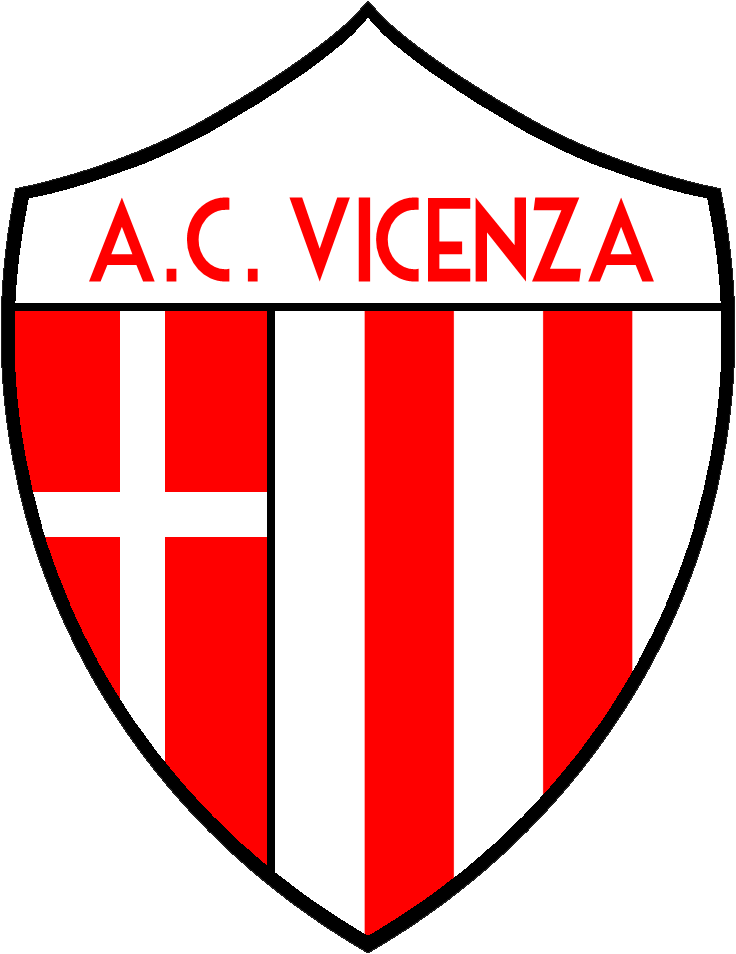
Le logo du club entre 1902 et 1953.
L'actuel logo du club depuis 2018.

## Joueurs et personnalités du club

### Entraîneurs
Le tableau suivant présente la liste des entraîneurs du club depuis 1902.
| Rang | Nom                      | Période   |
| ---- | ------------------------ | --------- |
| 1    | Antonio Libero Scarpa    | 1902-1908 |
| 2    | Giulio Fasolo            | 1908-1915 |
| 3    | Activités suspendues     | 1915-1919 |
| 4    | Fasolo, Casalini & Scala | 1919-1922 |
| 5    | Franz Sedlacek           | 1922-1923 |
| 6    | Wilmas Wilhelm           | 1923-1924 |
| 7    | Imre Bekey               | 1924-1928 |
| 8    | Wilmas Wilhelm           | 1928-1931 |
| 9    | Imre Bekey               | 1931-1933 |
| 10   | Otto Krappan             | 1933-1934 |
| 11   | József Viola             | 1934-1936 |
| 12   | Walter Alt               | 1936-1937 |
| 13   | András Kuttik            | 1937-1939 |
| 14   | Eraldo Bedendo           | 1939-1940 |
| 15   | Pietro Spinato           | 1940-1943 |
| 16   | Italo Ferrero            | 1943      |
| 17   | Pietro Spinato           | 1943-1944 |
| 18   | Activités suspendues     | 1944-1945 |
| 19   | Piero Spinato            | 1945-1947 |
| 20   | Giovanni Vecchina        | 1947      |
| 21   | Piero Spinato            | 1947      |
| 22   | Elemér Berkessy          | 1947-1948 |
| 23   | Giovanni Vecchina        | 1948      |
| 24   | Carlo Rigotti            | 1948      |
| 25   | Elemér Berkessy          | 1948-1949 |
| 26   | Wilmas Wilhelm           | 1949-1950 |

| Rang | Nom                    | Période     |
| ---- | ---------------------- | ----------- |
| 27   | Alfredo Mazzoni        | 1950-1951   |
| 28   | Fulvio Bernardini      | 1951-1953   |
| 29   | Fioravante Baldi       | 1953        |
| 30   | Aldo Campatelli        | 1953-1955   |
| 31   | Béla Guttmann          | 1955-1956   |
| 32   | Andreoli & Menti       | 1956        |
| 33   | Piero Andreoli         | 1956-1957   |
| 34   | Giovanni Varglien      | 1957-1958   |
| 35   | Roberto Lerici         | 1958-1962   |
| 36   | Manlio Scopigno        | 1962-1965   |
| 37   | Aldo Campatelli        | 1965-1966   |
| 38   | Antonio Pin            | 1966-1967   |
| 39   | Umberto Menti          | 1967        |
| 40   | Arturo Silvestri       | 1967-1968   |
| 41   | Umberto Menti          | 1968-1969   |
| 42   | / Ettore Puricelli     | 1969-1971   |
| 43   | Umberto Menti          | 1971-1972   |
| 44   | Gianni Seghedoni       | 1972        |
| 45   | / Ettore Puricelli     | 1972-1975   |
| 46   | Manlio Scopigno        | 1975-1976   |
| 47   | Chinesinho             | 1976        |
| 48   | Giovan Battista Fabbri | 1976-1979   |
| 49   | Renzo Ulivieri         | 1979-1980   |
| 50   | Giulio Savoini         | 1980        |
| 51   | Corrado Viciani        | 1981        |
| 52   | Giancarlo Cadè         | 1981-1983 ? |

| Rang | Nom                      | Période     |
| ---- | ------------------------ | ----------- |
| 53   | Bruno Mazzia             | 1983 ?-1983 |
| 54   | Bruno Giorgi             | 1983-1986   |
| 55   | Tarcisio Burgnich        | 1986-1987   |
| 56   | Alfredo Magni            | 1987        |
| 57   | Francesco Paolo Specchia | 1987        |
| 58   | Ernesto Galli            | 1987-1988   |
| 59   | Battista Rota            | 1988-1989   |
| 60   | Ernesto Galli            | 1989        |
| 61   | Romano Fogli             | 1989        |
| 62   | Sergio Gasparin          | 1989-1990   |
| 63   | Giulio Savoini           | 1990        |
| 64   | Giuseppe Caramanno       | 1990-1991   |
| 65   | Antonio Pasinato         | 1991        |
| 66   | Renzo Ulivieri           | 1991-1994   |
| 67   | Francesco Guidolin       | 1994-1998   |
| 68   | Franco Colomba           | 1998-1999   |
| 69   | Edoardo Reja             | 1999-2001   |
| 70   | Eugenio Fascetti         | 2001        |
| 71   | Moro & Viviani           | 2001-2002   |
| 72   | Andrea Mandorlini        | 2002-2003   |
| 73   | Giuseppe Iachini         | 2003-2004   |
| 74   | Maurizio Viscidi         | 2004-2005   |
| 75   | Gianfranco Bellotto      | 2005        |
| 76   | Maurizio Viscidi         | 2005        |
| 77   | Giancarlo Camolese       | 2005-2006   |
| 78   | Angelo Gregucci          | 2006-2009   |

| Rang | Nom                  | Période    |
| ---- | -------------------- | ---------- |
| 79   | Rolando Maran        | 2009-2010  |
| 80   | Nedo Sonetti         | 2010       |
| 81   | Rolando Maran        | 2010-2011  |
| 82   | Silvio Baldini       | 2011       |
| 83   | Luigi Cagni          | 2011-2012  |
| 84   | Massimo Beghetto     | 2012       |
| 85   | Luigi Cagni          | 2012       |
| 86   | Roberto Breda        | 2012-2013  |
| 87   | Alessandro Dal Canto | 2013       |
| 88   | Giovanni Lopez       | 2013-2014  |
| 89   | Pasquale Marino      | 2014-2016  |
| 90   | Franco Lerda         | 2016       |
| 91   | Pierpaolo Bisoli     | 2016-2017  |
| 92   | Vincenzo Torrente    | 2017       |
| 93   | Alberto Colombo      | 2017       |
| 94   | Nicola Zanini        | 2017-2018  |
| 95   | Franco Lerda         | 2018       |
| 96   | Nicola Zanini        | 2018       |
| 97   | Giovanni Colella     | 2018       |
| 98   | Michele Serena       | 2018-2019  |
| 99   | Giovanni Colella     | 2019       |
| 100  | Domenico Di Carlo    | 2019-2021  |
| 101  | Cristian Brocchi     | 2021- 2022 |

### Joueurs emblématiques
- Massimo Ambrosini
- Vlada Avramov
- Roberto Baggio
- Roberto Baronio
- Luigi Beghetto
- Antonino Bernardini
- Albertino Bigon
- Joachim Björklund
- Antoine Bonifaci
- Cristian Bucchi
- Benito Carbone
- Gianluca Cherubini
- Vincenzo Chianese
- Francesco Coco
- Gianni Comandini
- Gianluca Comotto
- Mirko Conte
- Francesco Cozza
- Ousmane Dabo
- Agostino Di Bartolomei
- Domenico Di Carlo
- Arturo Di Napoli
- Giacomo Dicara
- Davide Dionigi
- Duccio Innocenti
- Jedaias Capucho Neves
- Mohammed Kallon
- Pasquale Luiso
- Christian Maggio
- Gianpiero Maini
- Riccardo Maspero
- Luca Mondini
- Roberto Murgita
- Marco Negri
- Paul Okon
- Marcelo Otero
- Fausto Pizzi
- Julien Rantier
- Paolo Rossi
- Stefan Schwoch
- Franco Semioli
- Giorgio Sterchele
- Stjepan Tomas
- Luca Toni
- Paolo Vanoli
- Azeglio Vicini

## Infrastructures

### Stade

Panorama du stade Romeo-Menti.

L'équipe joue ses matchs à domicile au Stade Romeo-Menti, appartenant à la ville.
Le stade a été construit en 1935 et a été appelé Campo Sportivo del Littorio, conformément aux influences fascistes de l'époque. Inauguré à l'occasion de la fête patronale du 8 septembre, avec une confrontation entre Vicence et les Hongrois de Saroksar (équipe de Budapest), il a été endommagé par les bombardements, restauré en quelques mois (avec suppression de la piste d'athlétisme) et réinauguré en 1946.
Après la tragédie du Superga qui a occasionné la mort de 31 personnes, dont 18 footballeurs du Torino revenant de Lisbonne, par avion. La municipalité de Vicence décide, en 1949, de consacrer l'installation sportive à l'un d'entre eux, Romeo Menti.
Le stade a subi plusieurs rénovations et des ajustements au fil des ans. Il a aujourd'hui une configuration "de style anglais", avec des gradins très près du terrain, au contraire de la majorité des autres stades de football en Italie.

### Centre d'entraînement
Depuis 2006, le club dispose d'un centre technique moderne, situé à Isola Vicentina. La propriété est répartie sur une superficie totale de 65 000 m2 et est divisé en deux parties symétriques, l'une consacrée à la première équipe avec vestiaires, entrepôts, locaux médicaux, gymnase, bureaux de direction, salles de réunion et une salle de conférence et une dédiée à l'académie avec les mêmes services, en plus d'une grande salle de sport réglementaire pour jouer à l'intérieur et y organiser des événements plus importants. À l'extérieur, le domaine est composé de cinq terrains de football, dont quatre en herbe et un en terre battue.
Après la mort prématurée de celui-ci, la direction du club a décidé de baptiser le centre technique du nom de Piermario Morosini (ancien joueur de Vicence pendant trois saisons de 2007 à 2009 puis en 2011).

## Dans la culture populaire
Vicenza, qui est l'un des clubs italiens ayant disputé le plus de championnats de Serie A, est présent dans de nombreuses œuvres de la culture italienne, au cinéma, à la télévision, en musique et même dans le monde ludique des jeux vidéo. Tito Buy, fondateur en 1902 et premier président de Vicenza, est l'arrière-grand-père de l'actrice Margherita Buy[38][39].
En 1987, dans le film Ultimo minuto réalisé par Pupi Avati, et avec Ugo Tognazzi, Elena Sofia Ricci, Marco Leonardi et Diego Abatantuono ; Vicenza, le stade Romeo Menti et les supporters de la Curva Sud sont crédités au générique. Dans ce film, l'intérieur et l'extérieur du stade Berici ont été utilisés comme lieux de tournage. Les couleurs rouge et blanc de l'équipe présentées dans le film et certaines de ses caractéristiques rappellent Vicence, l'emblème de l'équipe provinciale classique du football national de ces années-là. Le tournage de la courbe de Vicenza a été réalisé le 26 avril 1987 lors du match Vicenza-Cesena. Le stade est également reconnaissable à la présence des banderoles "biancorossi" des ultrà berici et du panneau publicitaire Pal Zileri placé au-dessus du centre de la Curva Sud.
À l'automne 2020, le tournage du film Mancino naturale, avec Claudia Gerini, Katia Ricciarelli et Massimo Ranieri, a été tourné au stade Romeo Menti : le personnage principal, un supporter de l'équipe Berici, a été nommé Paolo par ses parents en l'honneur de Paolo Rossi.
Dans le film Con la rabbia agli occhi (Avec la rage dans les yeux) de 1976, le match vu par le commissaire (Martin Balsam) sur le poste de télévision est Napoli-Lanerossi Vicenza du 20 octobre 1974, valable pour la 3e journée de la Serie A 1974-1975.
Dans le film Poliziotto senza paura (Policier sans peur) de 1978, le match vu par Walter (Maurizio Merli) au poste de télévision est Perugia-Lanerossi Vicenza le 15 janvier 1978, valable pour la 14e journée de la Serie A 1977-1978.
En été 2001, le biancorosso Stefan Schwoch, nouvellement acquis, a participé en tant que concurrent VIP au cinquième épisode du jeu télévisé Facce da quiz du 17 août 2001 sur Canale 5.
En 2003, Lanerossi Vicenza a été mentionné par l'acteur Carlo Gabardini dans l'épisode 127 Haute tension de la première saison de la sitcom Camera Café sur Italia 1.
L'attaquant biancorosso Julio González, accompagné en studio par des supporters de Vicenza, a participé en tant qu'invité à l'épisode du 30 janvier 2007 du talk-show télévisé Il bivio - Cosa sarebbe successo se... sur Italia 1, racontant sa vie après l'accident de voiture qui a provoqué l'amputation de son bras gauche.
L'acteur Carlo Verdone a mentionné Lanerossi Vicenza dans certains de ses films ; tandis que l'acteur Luca Zingaretti, qui était en ville pour un engagement théâtral en avril 2013, a été formé au Centro Tecnico Piermario Morosini avec les joueurs de Primavera de Vicence.
En avril 2018, l'acteur Rocco Siffredi a révélé qu'il était un fan de Lanerossi Vicenza depuis l'âge de 8 ans, postant par la suite sur différents réseaux sociaux[67][68] une photo de lui enfant portant le maillot biancorossa.
L'album Panini Calciatori de la saison 1995-1996 a utilisé comme couverture une photo de Gustavo Mendez de Vicenza alors qu'il sprinte avec George Weah lors du match Vicenza-Milan du 22 octobre 1995.
Le jeu vidéo PC Calcio 5.0 de la saison 1996-1997 a pour couverture globale la photo du capitaine biancorosso Giovanni Lopez aux prises avec le bianconero Christian Vieri prise lors du match Juventus-Vicenza du 1er mars 1997.
Le groupe de punk rock Derozer, basé à Vicence, a écrit la chanson Fedeli alla tribù (Fidèle à la tribu) en l'honneur du match à l'extérieur du club Berici à Stamford Bridge à Londres contre Chelsea en demi-finale retour de la Coupe des vainqueurs de coupe 1997-1998.
Toujours dans le domaine musical, une chanson de 2018 de la chanteuse Francesca Michielin est dédiée à Vicenza, inspirée par la relégation de l'équipe biancorossa en Serie Cadetta en 2001.

## Aspects économiques et financiers

### Équipementiers
- 1970-1971 :  Umbro
- 1978-1992 :  Adidas
- 1992-1995 :  Virma
- 1995-1997 :  Biemme
- 1997-1998 :  Lotto
- 1998-1999 :  Biemme
- 1999-2002 :  Umbro
- 2002-2005 :  Biemme
- 2005-2007 :  A-Line
- 2007-2010 :  Diadora
- 2010-2012 :  Max
- 2012-2018 :  Macron
- 2018- :  Lotto

### Sponsors principaux
- 1981-1984 :  Yuma Jeans
- 1984-1985 :  TreGima Mobili
- 1986-1987 :  Acqua Recoaro
- 1987-1989 :  Pulitalia
- 1989-1998 :  Pal Zileri
- 1998-1999 :  Belfe
- 1999-2000 :  Caffè Vero
- 2000-2002 :  Artel
- 2002-2005 :  Caffè Vero
- 2005-2007 :  Acqua Recoaro
- 2007-2009 :  Fiera di Vicenza
- 2009-2010 :  Fiamm
- 2010-2017 :  Banca Popolare di Vicenza
- 2017-2018 :  Acciaierie Valbruna
- 2018- :  Diesel

## Supporters

### Amitiés et rivalités
Les ultras de Vicence ont un partenariat solide avec les fans de Pescara depuis le 9 janvier, 1977: c'est le premier jumelage de l'histoire entre deux groupes de supporters ultras. Les fans de Vicenza sont depuis jumelés avec l'AC Reggiana, l'US Cremonese, l'Udinese Calcio, et le FC Metz; Ils nouent aussi des relations amicales avec le Millwall, l'Olympique lyonnais, le Vigor Lamezia et l'ACR Messine (celui-ci en raison de l'amitié de ceux-ci avec Pescara).
Vicence entretient sa rivalité la plus profonde avec Hellas Vérone. Les autres principales rivalités historiques, au risque d'incidents, avec le Napoli, le Calcio Padoue, le Bologne FC, l'Atalanta Bergame, le Brescia Calcio, la Triestina, Venise FC, SPAL Ferrara, la Juventus, l'AC Milan, l'Inter et le Chelsea FC.

### Polémique
Pour son 120e anniversaire, le L.R. Vicenza at vaidévoilé un maillot spécial. Designé par le président, il n'a pas du tout plu aux supporters et a même créé des tensions au sein de la formation italienne.
Si les couleurs traditionnelles (rouge et blanc) étaient bien présentes, les bandes historiquement droites ont été revisitées. Un changement pas du tout apprécié par les tifosis.
Lors d'un match Les supporters ont même demandés aux joueurs de se changer et de revenir avec le maillot classique. Renzo Rosso, président du club et designer pour DIESEL (sponsor principal du club) a constesté ce comportement.
Les supporters ont voulu s’entretenir avec leur président. Ce dernier a préféré annoncer à la presse qu’il souhaitait des excuses de leur part à propos du maillot. Il a également ajouté qu’il ne comprenait pas les critiques autour de ce nouveau maillot. Pour lui, les couleurs n’ont pas été bafouées. La tenue a juste été modernisée. En retour, les supporters ont décidé de boycotter la soirée anniversaire organisée par le club.